# Lijst van gemeentelijke monumenten in Noordwijk
De gemeente Noordwijk kent 50 gemeentelijke momenten.. Hieronder een overzicht. 

## Noordwijk
De plaats Noordwijk kent de volgende gemeentelijke monumenten:
| Object                                   | Bouwjaar | Architect | Locatie                               | Coördinaten                   | Nr.    | Afbeelding                               |
| ---------------------------------------- | -------- | --------- | ------------------------------------- | ----------------------------- | ------ | ---------------------------------------- |
| Graf Daniël Noteboom, schaker (+ ouders) | 1932     |           | Algemene begraafplaats Oude Zeeweg 32 | 52° 14' 16" NB, 4° 26' 7" OL  | 0575/1 | Graf Daniël Noteboom, schaker (+ ouders) |
| Boerderij Veldzicht                      | 1864     |           | Streekmuseum Veldzicht Herenweg 114   | 52° 13' 11" NB, 4° 26' 20" OL | NW12/2 | Meer afbeeldingen                        |
| Boerderij Cleyburgh                      | 1600     |           | Herenweg 223-225-227-229              | 52° 13' 14" NB, 4° 26' 25" OL | NW13/3 | Meer afbeeldingen                        |
| De Blokkendoos (villa met garage)        | 1933     |           | Atjehweg 27                           | 52° 14' 8" NB, 4° 25' 48" OL  | NW01/4 | De Blokkendoos (villa met garage)        |
| Batterij van Noordwijk (bunker)          | 1940     |           | Museum Engelandvaarders Bosweg 15     | 52° 15' 6" NB, 4° 26' 13" OL  | NW03/5 | Batterij van Noordwijk (bunker)          |

## Noordwijkerhout
De plaats Noordwijkerhout kent 45 gemeentelijke monumenten, zie de lijst van gemeentelijke monumenten in Noordwijkerhout